# Jakob Strobel y Serra
Jakob Strobel y Serra (* 15. Februar 1966 in Bonn) ist ein deutscher Reisejournalist und Autor.

## Werdegang
Nach dem Abitur studierte er Hispanistik und Geschichte an der Freien Universität Berlin. Er arbeitete ein Jahr lang als Stipendiat des Deutschen Akademischen Austauschdiensts im Archivo General de Indias in Sevilla über die Piraterie im spanischen Transatlantikhandel des 16. Jahrhunderts. Während des Studiums schrieb er als freier Mitarbeiter für verschiedene Tageszeitungen und war für das Studio Madrid des ZDF tätig sowie für das katalanische Fernsehen in Barcelona, der Heimatstadt seiner Mutter. Nach dem Examen ging er für mehrere Monate nach Mexiko und arbeitete für ein Wirtschaftsmagazin.
Im Oktober 1993 begann Strobel y Serra bei der Frankfurter Allgemeinen Zeitung und wurde dort Redakteur. Anfang 1997 wechselte er in das Reiseblatt der FAZ. Er ist spezialisiert auf Reisereportagen über spanischsprachige Länder und kulinarische Themen. Seit Anfang 2016 ist er zudem stellvertretender Leiter des Feuilletons. Dort schreibt er die wöchentliche Restaurantkolumne „Geschmackssache“. Eine Sammlung dieser Texte erschien 2020 als Buch.
Neben seiner Tätigkeit bei der FAZ schreibt Strobel y Serra gelegentlich auch für die Zeitschrift „Der Feinschmecker“.

## Auszeichnungen
Für seine Reisereportagen ist er mit dem Spanischen Tourismuspreis, dem Karibik-Journalistenpreis, dem Journalistenpreis Irland und dem Medienpreis Luft- und Raumfahrt ausgezeichnet worden.

## Veröffentlichungen (Auswahl)
- Merian Reiseführer – Mallorca. Merian 2007, ISBN 978-3-8342-0026-6.
- Mexiko – Ein Reiselesebuch.  Ellert & Richter 2008, ISBN 978-3-8319-0367-2.
- Kuba: Ein Reiselesebuch.  Ellert & Richter 2009, ISBN 978-3-8319-0367-2.
- Barcelona. Ein Reiselesebuch.  Ellert & Richter 2010, ISBN 978-3-8319-0393-1.
- Argentinien. Ein Reiselesebuch.  Ellert & Richter 2010, ISBN 978-3-8319-0410-5.
- Mit Alfons Schuhbeck: Meine Reise in die Welt der Gewürze. ZS Verlag GmbH 2011, ISBN 978-3-89883-297-7.
- Beitrag in: 100 Reiseabenteuer für Zwei (Einmal im Leben, Band 2). Merian 2014, ISBN 978-3-8342-1920-6.
- Beitrag in: Einmal im Leben Bd. 1: 100 unvergessliche Abenteuerreisen. Merian 2014, ISBN 978-3-8342-1930-5.
- Geschmackssache: Über das Glück, in den besten Restaurants Deutschlands zu essen. ZS Verlag, 2020, ISBN 978-3965840232.